# Retesei (Trapani)
Retesei è stata un'emittente locale di Alcamo in provincia di Trapani; il suo bacino di utenza comprendeva la sola Sicilia occidentale; ha fatto parte delle syndication Junior Tv e Italia 9 Network. Tra il 1993 e il 1994 ha trasmesso Zona Franca, uno storico talk-show condotto da Gianfranco Funari. Dopo la chiusura, le sue frequenze analogiche furono cedute a Radio Italia TV.

## Logo
Il suo ultimo logo (dalla fine degli anni novanta fino alla chiusura) era caratterizzato da un delfino trasparente contornato da una linea bianca, che saltava fuori dalla scritta rappresentante il nome dell'emittente.

## Eredità dell'emittente
Dopo la chiusura di Retesei, l'editore Pasquale Turano ha assunto la direzione di un altro canale, Videosicilia; già attivo dal 1987, la cui sede dal 1999 si è trasferita da Trapani ad Alcamo.